# Frangula pinetorum
Frangula pinetorum là một loài thực vật có hoa trong họ Táo. Loài này được (Standl.) Grubov mô tả khoa học đầu tiên năm 1949.